# Bucculatrix melipecta
Bucculatrix melipecta är en fjärilsart som beskrevs av Edward Meyrick 1914. Bucculatrix melipecta ingår i släktet Bucculatrix och familjen kronmalar. Inga underarter finns listade i Catalogue of Life.